# Saurophaganax maximus
Saurophaganax (il cui nome significa "signore dei divoratori di lucertole") è un genere dubbio e chimerico  di dinosauro saurischio vissuto nel Giurassico superiore (Kimmeridgiano), in quella che oggi è la Formazione Morrison, in Oklahoma, Stati Uniti. Questo taxon è stato storicamente considerato rappresentativo di una specie di Allosaurus o di un allosauride di grandi dimensioni. Tuttavia, riesami degli esemplari attribuiti al genere suggeriscono che si tratti di una chimera di più generi di dinosauri, poiché alcuni esemplari appartengono molto probabilmente a un sauropode diplodocide, mentre gli altri esemplari citati potrebbero essere riassegnati a una nuova specie di Allosaurus.

## Scoperta e nomenclatura

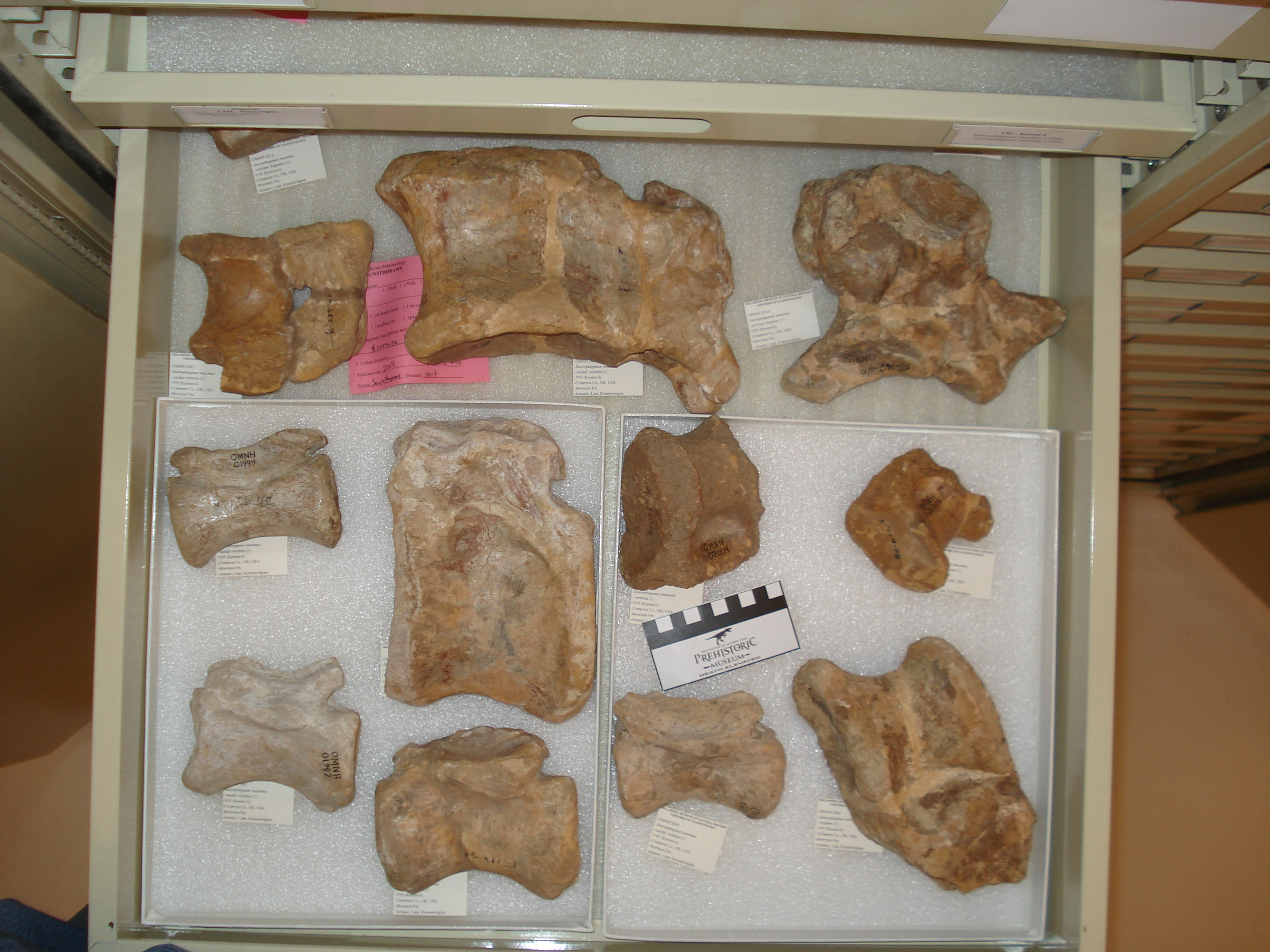
Un cassetto di vertebre storicamente assegnato a Saurophaganax, al Museo di Storia Naturale dell'Oklahoma

Tra il 1931 e il 1932, John Willis Stovall scoprì resti di quello che interpretò come un grosso teropode, vicino a Kenton nella Contea di Cimarron, nell'Oklahoma, all'interno degli strati del tardo Kimmeridgiano. Nel 1941, questi resti furono nominati come Saurophagus maximus da Stovall in un articolo del giornalista Grace Ernestine Ray. Il nome generico deriva dal greco σαυρος/sauros ossia "lucertola", e έραγον/ephagon aoristo di έδω/  edō ossia "mangiare", e per intero significa "mangiatore di lucertole". Il nome specifico, maximus, significa invece "il più grande", in latino. Poiché l'articolo di denominazione non conteneva una descrizione, il nome rimase un nomen nudum. Nel 1987, Spencer George Lucas fece erroneamente dell'esemplare OMNH 4666 (una tibia), il lectotipo, inconsapevole che "Saurophagus" era un nomen nudum.
In seguito si scoprì che il nome di Saurophagus era già stato assegnato a un altro animale: nel 1831 William Swainson aveva già dato il nome al tyrannide Pitango solforato (Pitangus sulphuratus), un uccello che si nutre di lucertole. Nel 1995, Daniel Chure coniò quindi un nuovo genere: Saurophaganax, aggiungendo il suffisso greco -άναξ/anax, che significa "dominatore/tiranno/signore", al nome precedente. Chure ritrovò in seguito anche l'esemplare OMNH 4666, non diagnostico in relazione ad Allosaurus, quindi scelse OMNH 01123, un arco neurale, come olotipo di Saurophaganax. Gran parte del materiale chiamato in modo informale "Saurophagus maximus", cioè quegli elementi diagnostici che potevano essere distinti da Allosaurus, furono riferiti da Chure a Saurophaganax maximus. Questi elementi contengono le ossa disarticolate di almeno quattro individui.
Nel 2024, Danison e colleghi hanno rivisto il riferimento di vari esemplari assegnati a Saurophaganax maximus, incluso l'arco neurale olotipico frammentario (OMNH 1123). Sulla base della loro analisi comparativa suggerirono che l'olotipo non poteva essere considerato con sicurezza un teropode o un sauropode, sebbene le complesse lamine accessorie siano più paragonabili a quelle dei sauropodi, in particolare alcuni esemplari giovanili di Apatosaurus. Alcuni esemplari riferiti appartengono più probabilmente a dei diplodocidi piuttosto che ad un grande allosauride di Kenton 1 Quarry. Poiché l'arco neurale olotipico è così frammentario, i ricercatori non potevano attribuirlo con sicurezza a un teropode o a un sauropode, quindi hanno considerato Saurophaganax maximus un nomen dubium.

### Esemplari di allosauridi precedentemente assegnati
L'identificazione degli elementi allosauridi riferiti a Saurophaganax è stata oggetto di controversie. Questi elementi allosauridi sono stati descritti come un genere a sé stante, o come una specie del genere Allosaurus: Allosaurus maximus. Una revisione dei tetanuri basali del 2004 e l'analisi completa di Tetanurae di Carrano et al. del 2012 hanno accettato Saurophaganax come genere distinto. Del possibile materiale di Saurophaganax proveniente dal Nuovo Messico potrebbe chiarire lo status del genere. Nel 2019, Rauhut e colleghi hanno osservato che il posizionamento tassonomico definitivo di Saurophaganax all'interno di Allosauroidea è instabile, essendo stato recuperato come un taxon fratello di Metriacanthosauridae o Allosauria, o persino come un carcharodontosauro quasi basale. La rivalutazione degli esemplari assegnati in una rivalutazione del 2024 ha suggerito che gli esemplari allosauridi a cui si fa riferimento appartengono a una nuova specie di Allosaurus, denominata Allosaurus anax.

## Paleoecologia

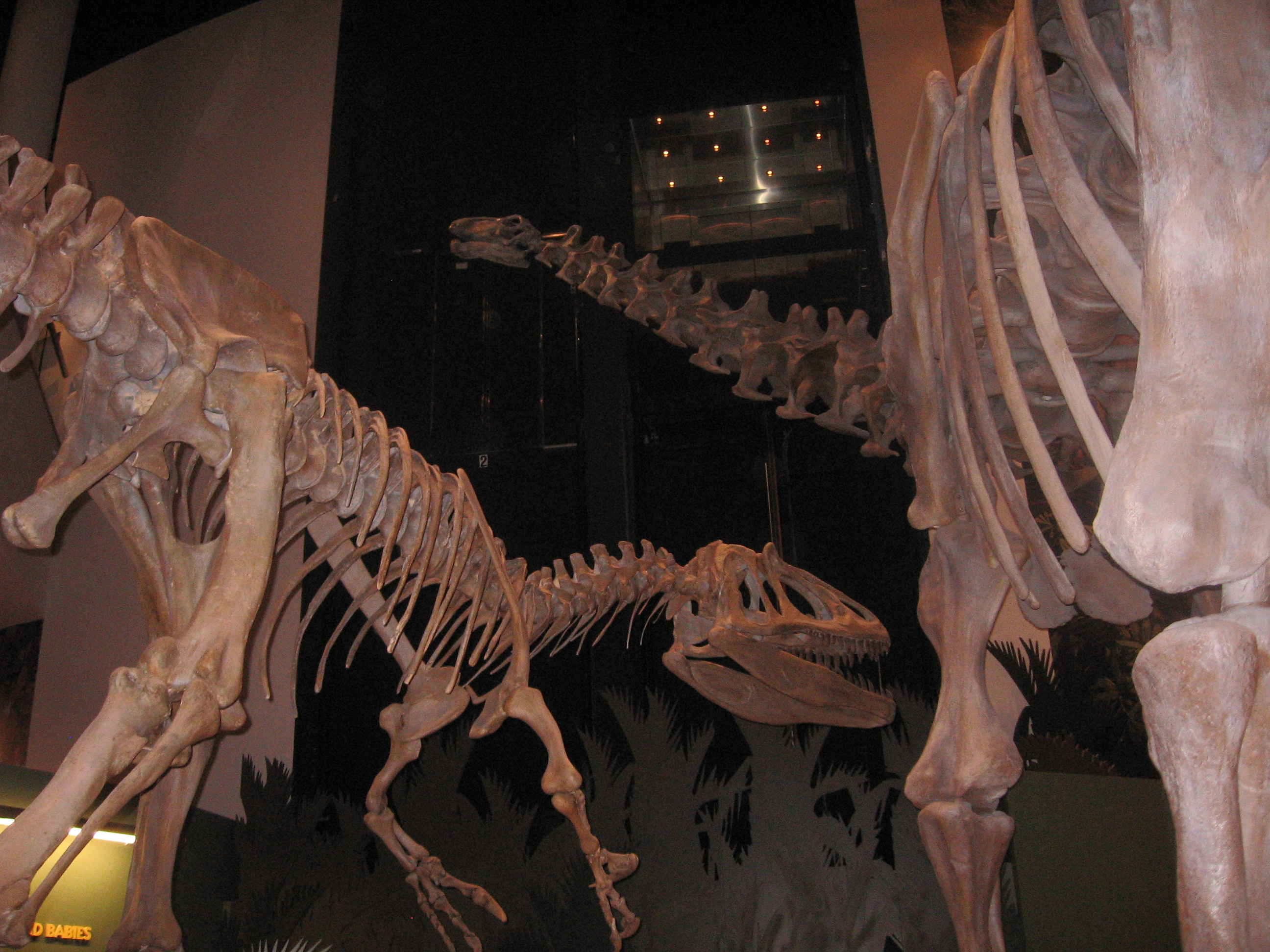
Ricostruzioni scheletriche di un allosauride, precedentemente nominato Saurophaganax, e Apatosaurus in posizione di predazione, al Sam Noble Oklahoma Museum of Natural History.

La Formazione Morrison è una sequenza di sedimenti marini e alluvionali poco profondi che, secondo la datazione radiometrica, oscilla tra 156,3 milioni di anni alla sua base, a 146,8 milioni di anni nella parte superiore, che la colloca nel tardo periodo di Oxfordiano, Kimmeridgiano e all'inizio del Titoniano, del Giurassico superiore. Questa formazione è interpretata come un ambiente semiarido con distinte stagioni umide e secche. Il Bacino Morrison dove vivevano i dinosauri, si estendeva dal Nuovo Messico all'Alberta e al Saskatchewan, e si formò quando i precursori del Front Range delle Montagne Rocciose incominciarono a spingersi verso ovest. I depositi dei loro bacini di drenaggio orientati a est erano trasportati da torrenti e fiumi e si depositavano in pianure paludose, laghi, canali fluviali e pianure alluvionali. Questa formazione è simile per età ai Calcari di Solnhofen, in Germania, e alla Formazione Tendaguru, in Tanzania. Nel 1877, questa formazione divenne il fulcro della Guerra delle Ossa, un'aspra rivalità tra i paleontologi Othniel Charles Marsh ed Edward Drinker Cope.
La Formazione Morrison registra un ambiente dominato principalmente da giganteschi dinosauri sauropodi, come Barosaurus, Apatosaurus, Brontosaurus, Camarasaurus, Diplodocus e Brachiosaurus. I dinosauri che vivevano accanto a Saurophaganax e che potevano essere da lui predati includevano anche gli ornitischi Camptosaurus, Dryosaurus, Stegosaurus e Othnielosaurus. I predatori di questo paleoambiente includevano anche i teropodi Torvosaurus, Ceratosaurus, Marshosaurus, Stokesosaurus, Ornitholestes e Allosaurus, che rappresentavano dal 70% al 75% degli esemplari di teropodi, e si trova al livello trofico superiore della catena alimentare della Morrison. Altri vertebrati che condividevano questo ambiente marino includevano pesci actinopterygii, rane come Eobatracus, salamandre, tartarughe, sphenodonti, lucertole, coccodylomorfi terrestri e acquatici, come Goniopholis, e diverse specie di pterosauri, come Kepodactylus. In questa regione vi erano anche alcuni mammiferi, come Fruitafossor, i docodonti, i multitubercolati, i simmetrodoti e i triconodonti. La flora del periodo è stata rivelata dai fossili di alghe verdi, funghi, muschi, equiseti, cicadee, ginkgo e diverse famiglie di conifere. La vegetazione variava da foreste di felci arboree e felci terrestri (foreste di galleria), a savane di felci con alberi occasionali, come la conifera Brachyphyllum simile all'Araucaria. In Oklahoma, Stovall ha portato alla luce un numero considerevole di esemplari di Apatosaurus, che potrebbero essere stati una delle principali prede del Saurophaganax.